# Абу ад-Дарда
Абу́ ад-Дарда́ Ува́ймир ибн Зайд аль-Хазраджи́ (араб. أبو الدرداء عُوَيمر بن زَيد الخزرجي‎; 586, Ясриб — 653, Дамаск) — сподвижник пророка Мухаммеда. Известен как авторитетный богослов и знаток Корана. Был первым судьёй (кадием) Дамаска.

## Биография
Его звали Уваймир ибн Малик ибн Кайс ибн Аиша ибн Умайя. Его настоящее имя могло быть Амир, а имя его отца также упоминается в источниках как Саляба, Амир, Абдуллах и Зайд. Родился в Медине, принадлежал к клану аль-Харис племени Хазрадж. Хотя большая часть его семьи приняла ислам вскоре после того, как пророк Мухаммед переселился в Медину, Абу ад-Дарда, тогда ещеё юноша, принял ислам только после победы мусульман над племенем Мухаммеда и бывшими противниками, курайшитами, в битве при Бадрев 624 году.
Занимался торговлей, но после принятия ислама он оставил это дело и вёл аскетический образ жизни. Принял участие в битве при Ухуде (627 г.) и других сражениях мусульман против мекканцев. Когда Мухаммед объявил «братство по вере» между ансарами и мухаджирами, Абу ад-Дарда стал «братом» Салмана аль-Фариси.
Был знатоком Корана, хадисов и мусульманского права (фикх). Он был одним из немногих, кто собирал коранические откровения при жизни пророка Мухаммеда.
Во время правления Праведного халифа Усмана поначалу он отказался от государственной должности, которую ему предлагали и занялся обучением людей основам ислама. Однако затем он всё же согласился стать судьёй (кадием) Сирии. Он часто собирал студентов в городской мечети Дамаска, чтобы обучать их Корану. Таким образом, по словам историка Артура Джеффери, он считается истинным отцом Дамасской коранической школы.
Он умер в 652/653 году. Похоронен вместе со своей женой Умм ад-Дарда у городских ворот Баб ас-Сагир.
По словам историка Стивена Джадда, «почти столетие Абу ад-Дарда и его ученики доминировали в должности судей Дамаска». Его ученик и избранный преемник Фадаля ибн Убайд аль-Ансари служил до своей смерти в 673 году. Все судьи Дамаска во время правления Омейядов (661—750), по крайней мере до 740-х годов, были либо учениками Абу ад-Дарды, либо им преподавали ученики Абу ад-Дарды. Его сын Биляль был судьёй между 679 и 684 годами, в то время как двое других учеников, Абу Идрис аль-Хавляни и Нумайр ибн Аус аль-Ашари, служили судьями с 684 по 699 год и с ок. с 718 по ок. 738 соответственно. К концу периода правления Омейядов влияние Абу ад-Дарды стало менее прямым; его ученик, Саид ибн аль-Мусаййиб обучал поддерживающих Омейядов учёных Ибн Шихаба аз-Зухри и Макхуля аш-Шами, оба из которых, в свою очередь, были учителями более поздних сирийских учёных аль-Аузаи и Язида ибн Абдуррахмана.